# احمد سلامه
احمد سلامه (عربی: أحمد سلامة؛ زادهٔ ۵ فوریهٔ ۱۹۸۱) بازیکن فوتبال اهل مصر است.
از باشگاه‌هایی که در آن بازی کرده‌است می‌توان به باشگاه فوتبال المپیک مصر اشاره کرد.
وی همچنین در تیم ملی فوتبال مصر بازی کرده‌است.